# Loboschiza clytocarpa
Loboschiza clytocarpa är en fjärilsart som beskrevs av Edward Meyrick 1920. Loboschiza clytocarpa ingår i släktet Loboschiza och familjen vecklare. Inga underarter finns listade i Catalogue of Life.